# Nautilocaris saintlaurentae
Nautilocaris saintlaurentae is een garnalensoort uit de familie van de Alvinocarididae. De wetenschappelijke naam van de soort is voor het eerst geldig gepubliceerd in 2004 door Komai & Segonzac.